# Kdo je kdo v mykologii
Kdo je kdo v mykologii je krátký česko-americký film režisérky Marie Dvořákové z roku 2016 oceněný Studentským Oscarem. Film vypráví o mladém trombonistovi, který se ocitne v pokoji plném bující plísně.

## Výroba
Film natočila absolventka FAMU žijící v New Yorku. Scénář získal dotaci 25 000 dolarů od Sloanovy nadace, film se ale natáčel ve studiích na Barrandově. Točilo na klasický celuloidový film, většina triků vznikala analogově. Filmovanou plíseň dodávali do studia v Petriho miskách přímo z Mikrobiologického ústavu Akademie věd.

## Obsazení
| Joel Brady             |
| Johana Schmidtmajerová |

## Uvedení na festivalech
Film byl uveden např. na festivalu Telluride v Coloradu či v Karlových Varech.